# Mudanya (district)
Mudanya is een Turks district in de provincie Bursa en telt 62.369 inwoners (2007). Het district heeft een oppervlakte van 333,7 km².
De bevolkingsontwikkeling van het district is weergegeven in onderstaande tabel.
| 1997 | 2000   | 2007   |
| ---- | ------ | ------ |
| 498  | 53.965 | 62.369 |